# مائورو سارمینتو
مائورو سارمینتو (زاده ۱۰ اوت ۱۹۸۳ در کازوریا) یک رزمی کار ایتالیایی است. وی در المپیک تابستانی ۲۰۰۸، نماینده ایتالیا در تکواندو ۸۰- کیلوگرم مردان بود. او برای دستیابی به مدال نقره، استیون لوپز قهرمان دو بار المپیک از ایالات متحده را، در یک چهارم نهایی شکست داد. ولی در دور نهایی به هادی ساعی باخت.
در المپیک تابستانی ۲۰۱۲، در مسابقات تکواندو ۸۰- کیلوگرم به مدال برنز دست یافت. بعد از این که در مرحله نیمه نهایی به نیکولاس گارسیا باخته بود، در مسابقه آخر، ناصر احمد بهاوی را شکست داد.